# Potentilla staminea
Potentilla staminea är en rosväxtart som beskrevs av Per Axel Rydberg. Potentilla staminea ingår i Fingerörtssläktet som ingår i familjen rosväxter. Inga underarter finns listade i Catalogue of Life.